# Universitatea Princeton

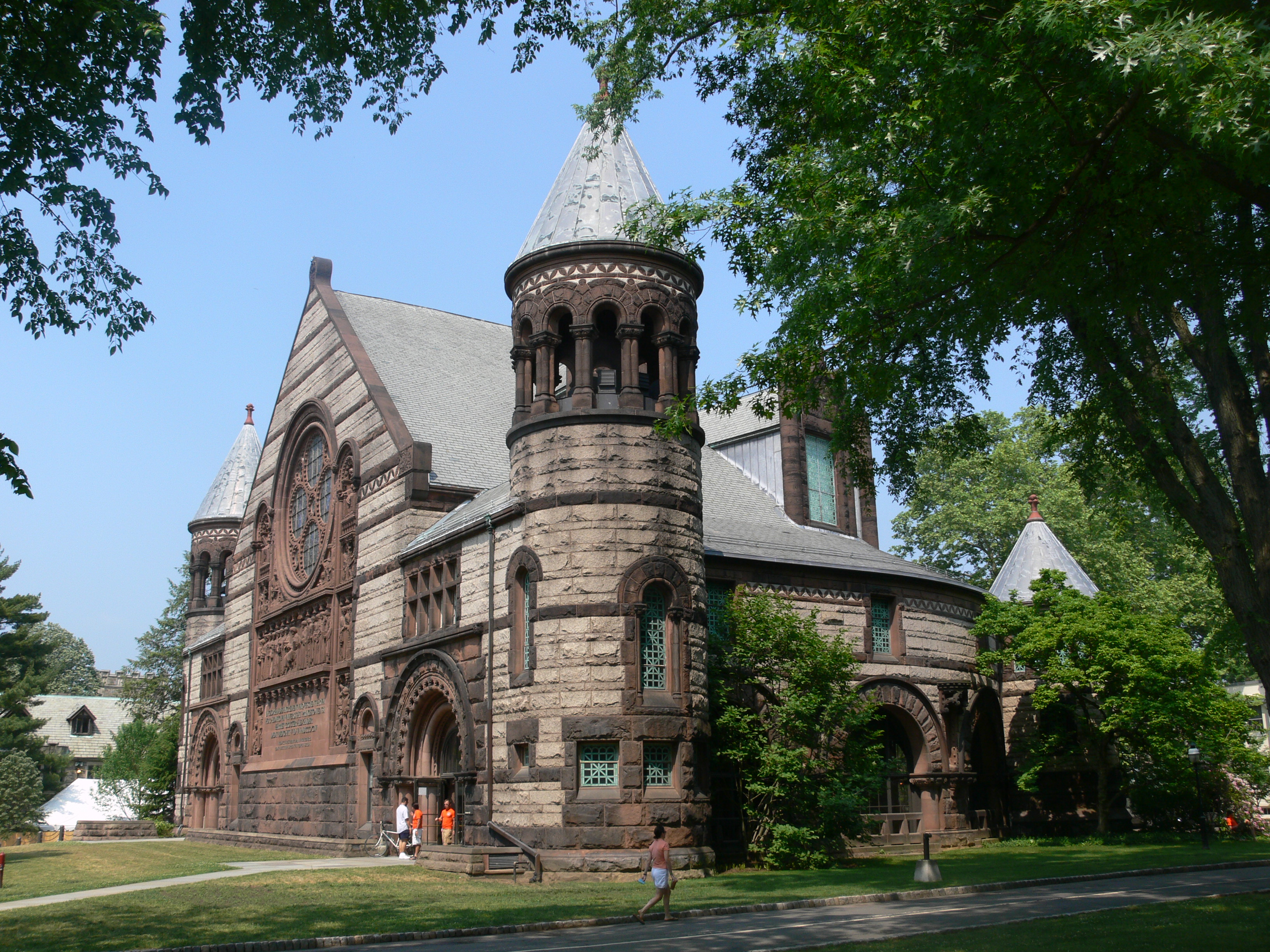
Clădirea Alexander Hall din campusul universităţii Princeton

Universitatea Princeton este o universitate particulară de cercetare din SUA situată în localitatea Princeton, New Jersey.
Este cunoscută ca una dintre cele mai mari și mai importante universități americane, fiind una din cele opt universități din Ivy League, și este unul dintre cele nouă Colegii coloniale ce au fost fondate înainte de Revoluția americană.
De asemenea, este considerată ca fiind una dintre cele mai bune universități din lume, fiind situată pe locul al șaptelea, conform „Times Higher Education”.
A fost fondată în 1746, la Elizabeth, New Jersey, sub denumirea de Colegiul din New Jersey, a fost mutată la Newark, în 1747, apoi la Princeton în 1756 și a fost redenumită Universitatea Princeton în 1896. (Colegiul din New Jersey, existent în prezent în Ewing din apropiere, New Jersey, este o instituție fără legătură cu Universitatea Princeton.)